# Asaka Tampaku

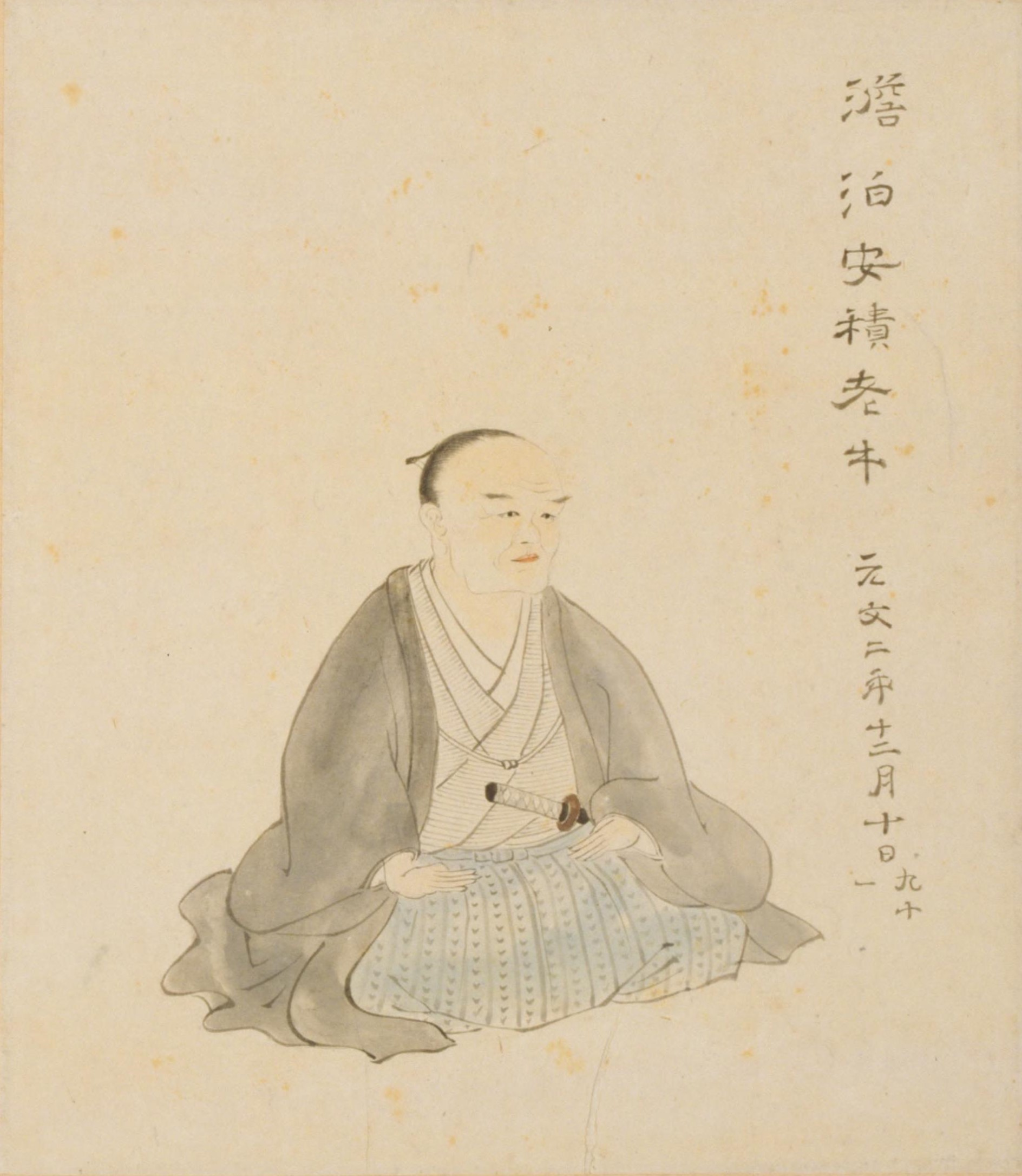
Asaka Tampaku

Asaka Tampaku (japanisch 安積 澹泊; geboren 28. Dezember 1656; gestorben 29. Januar 1738) war ein japanischer konfuzianistischer Gelehrter und Herausgeber während der mittleren Edo-Zeit.

## Leben und Wirken
Asaka Tampaku, Samurai-Sohn, hieß eigentlich Satoru (覚). Er führte den Namen Kosaki (子先) und sein gebräuchlicher Name war Kakubei (覚兵衛). Er war auch unter den „Gō“ Kampakusai (澹泊斎) und Rōba (老圃) bekannt. Nach seinem Eintritt in den Ruhestand änderte er seinen Namen in Rōshi (老牛). Zur Zeit seines Großvaters Asaka Masanobu (安積正信) diente er Tokugawa Yorifusa (徳川 頼房; 1603–1663), dem ersten Herrn der Mito-Domäne. Sein Vater Asaka Sadakichi (安積 貞吉) befasste sich mit der Lehre des Konfuzius und war ein guter Dichter.
Asaka Tampaku studierte ab 1665 unter dem aus China gekommenen Zhu Zhiyu (1600–1682). 1670 verdiente er als Mitglied der (大番組) 200 Koku. 1675 übernahm er die Rolle des Konato (小納戸役), des Steuereinnehmers. Ab 1683 wirkte er an der Bildungseinrichtung Shōkōkan (彰考館) als Herausgeber, erhielt dann 300 Koku, und wurde im folgenden Jahr zum Leiter des Shōkōkan ernannt. Er spielte eine führende Rolle bei der Zusammenstellung der „Dainihon Shi“ (大日本史), der „Großen Geschichte Japans“, und unterstützte den zweiten Herren der Domäne, Tokugawa Mitsukuni (1628–1701).
1714 begab sich Asaka 1714 sich in den Ruhestand war aber weiterhin wissenschaftlich tätig. So schrieb ab 1716 fünf Jahre lang an dem Werk „Ronsan“ (論賛) – etwa „Ein Kommentar“. Obwohl er sein Werk 1733 abschloss, redigierte er das Buch weiter und starb kurz nach der endgültigen Fertigstellung. Von 1727 bis 1754 war er auch für die Zusammenstellung von „Retsuso Seiseki“ (烈祖成績) – etwa „Leistungen der Vorfahren“ verantwortlich, dessen Vollendung er sich widmete, obwohl sein Sehvermögen aufgrund des Alters deutlich nachgelassen hatte.
Als Gelehrter hatte Asaka eine bescheidene Haltung. Er schloss enge Freundschaften mit den Gelehrten Arai Hakuseki (1657–1725), Muro Kyūsō (1658–1734) und Ogyū Sorai (1666–1728). Er war sachkundig und kannte sich insbesondere in der Geschichte aus. Zu seinen Werken zählen „Tampaku Saibun Shū“ (澹泊斎文集) – „Sammlung von Texten von Asaka Tampaku“, „Tampaku Sensei Shiron“ (澹泊先生史論) – „Geschichtstheorie von Sensei Tampaku“ und „Nishiyama Iji“ (西山遺事) – „Nishiyamas Vermächtnis“.